# Primož Kopač
Primož Kopač, slovenski smučarski skakalec, * 25. november 1970, Žiri.
Kopač je za Slovenijo nastopil na Zimskih olimpijskih igrah 1992 v Albertvillu, kjer je posamično osvojil 26. mesto na srednji skakalnici, na ekipni tekmi pa je bil šesti. V svetovnem pokalu je edino uvrstitev med dobitnike točk dosegel 3. decembra 1989, ko je na tekmi v Thunder Bayu zasedel 25. mesto.